# Adriano Buzaid

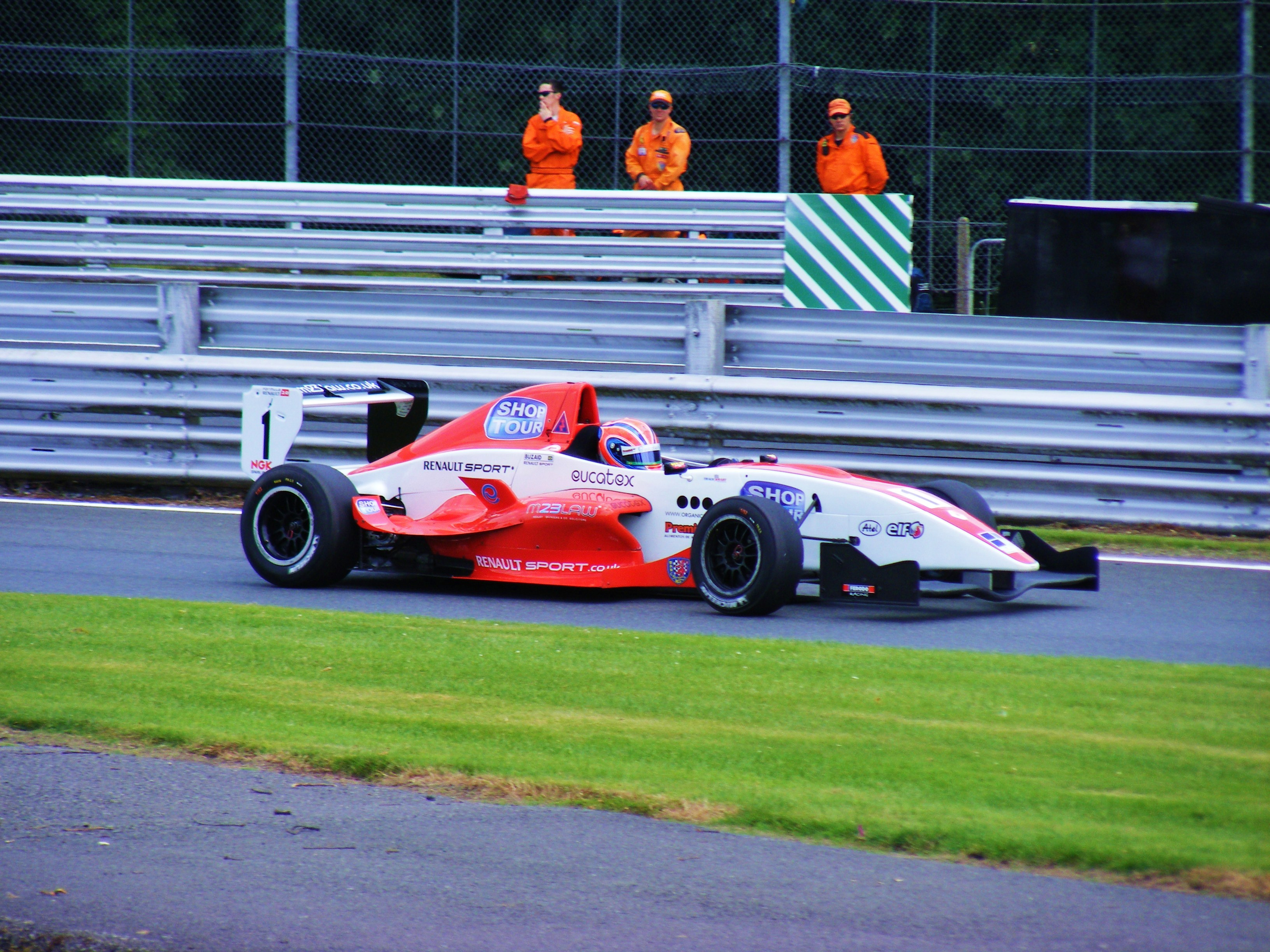
Adriano Buzaid, Oulton Park, 2007

Adriano Buzaid (* 5. Juli 1988 in São Paulo) ist ein brasilianischer Rennfahrer.

## Karriere
Nachdem Buzaid ein Finalist der Stock Car Junior Auswahl von Tony Kanaan geworden war, wechselte er 2006 nach Europa in die britische Formel Ford. Mit einem Sieg belegte er den elften Platz dieser Meisterschaft. Außerdem war er sowohl in diesem Jahr, als auch 2007 in der Winterserie der britischen Formel Renault aktiv und wurde in beiden Saisons Siebter. 2007 ging der Brasilianer in der britischen Formel Renault an den Start. Am Saisonende belegte er mit zwei Podest-Platzierungen den 13. Gesamtrang. 2008 blieb Buzaid in der britischen Formel Renault und bestritt seine zweite Saison in dieser Meisterschaft. Dem Nachwuchsrennfahrer gelangen fünf Siege und zwei weitere Podest-Platzierungen. Am Saisonende wurde er hinter Adam Christodoulou und Alexander Sims Dritter in der Fahrerwertung. Außerdem gab er sein Debüt in der nationalen Klasse der britischen Formel-3-Meisterschaft.
2009 erhielt Buzaid ein Cockpit in der britischen Formel-3-Meisterschaft beim britischen Rennstall T-Sport, der Volkswagen-Motoren verwendete. Bereits am zweiten Rennwochenende gelang ihm als Dritter sein erster Podest-Platz in der Formel 3. Nachdem er bei zwei weiteren Rennen auf dem Podium gestanden hatte, gewann der Brasilianer in Spa-Francorchamps sein erstes Rennen in dieser Meisterschaft. Buzaid widmete diesen Sieg seinem verstorbenen Freund Henry Surtees. Am Saisonende belegte er den sechsten Platz im Gesamtklassement. 2010 blieb Buzaid in der britischen Formel-3-Meisterschaft und wechselte zu Carlin. Nachdem er einige Rennen ohne Sieg geblieben war, entschied er das 23. Saisonrennen für sich. Am Saisonende belegte er mit zwei Siegen den vierten Gesamtrang.

## Statistik

### Karrierestationen
- 2006: Britische Formel Ford (Platz 11)
- 2007: Britische Formel Renault (Platz 13)
- 2008: Britische Formel Renault (Platz 3)
- 2009: Britische Formel-3-Meisterschaft (Platz 6)
- 2010: Britische Formel-3-Meisterschaft (Platz 4)